# Westhausen (Nessetal)
Westhausen ist ein Ortsteil der Landgemeinde Nessetal im thüringischen Landkreis Gotha.

## Lage
Westhausen liegt an der Bundesstraße 247 zwischen Gotha und Bad Langensalza im Tal der Nesse. Nördlich von Westhausen liegt die Ballstädter Höhe (309 Meter Meereshöhe).

## Geschichte
Der Ort wurde 974 erstmals urkundlich erwähnt.
Im Teich des Dorfes zeugen Überreste von einem hochmittelalterlichen Herrensitz. Die Burg hatte Sicherungsfunktion für den Ort und die von Gotha nach Norden (Bad Langensalza) führende Straße (Heute die B 247). Der Ort gehörte nach dem Erwerb durch die Herren von Wangenheim bis zur Aufhebung der Patrimonialgerichte Mitte des 19. Jahrhunderts zum Wangenheimschen Gericht im Herzogtum Sachsen-Gotha-Altenburg bzw. Sachsen-Coburg und Gotha.
Markantestes Bauwerk ist die evangelische Vituskirche am Nordrand des Dorfes, deren Turm weithin sichtbar ist.
2012 wurden bei Westhausen sieben große Windkraftanlagen mit 119 m Nabenhöhe und 56 m langen Rotorblättern errichtet.
Am 1. Januar 2019 wurden die zuvor selbständigen Gemeinden Westhausen, Ballstädt, Bufleben, Friedrichswerth, Goldbach, Haina, Hochheim, Remstädt, Wangenheim, Brüheim und Warza zur Landgemeinde Nessetal zusammengeschlossen. Westhausen war Mitglied der Verwaltungsgemeinschaft Mittleres Nessetal.

### Einwohnerentwicklung
Entwicklung der Einwohnerzahl (31. Dezember):
| - 1994 – 420 - 1995 – 469 - 1996 – 515 - 1997 – 530 - 1998 – 495 - 1999 – 518 | - 2000 – 507 - 2001 – 518 - 2002 – 538 - 2003 – 526 - 2004 – 543 - 2005 – 550 | - 2006 – 557 - 2007 – 565 - 2008 – 563 - 2009 – 518 - 2010 – 527 - 2011 – 549 | - 2012 – 541 - 2013 – 518 - 2014 – 515 - 2015 – 524 - 2016 – 526 - 2017 – 533 |

Datenquelle: Thüringer Landesamt für Statistik

## Bürgermeister
Im Juni 2010 wurde Carsten Laue (Freie Wählergemeinschaft Westhausen) als Nachfolger von Meinhard Elmrich zum neuen Bürgermeister gewählt, er wurde 2016 im Amt bestätigt und war bis zur Auflösung der Gemeinde im Amt. Seit 2021 ist Ralf Schulze-Frenking der gewählte Nachfolger als Ortschaftsbürgermeister im Ortsteil Westhausen.

## Evangelische Kirche

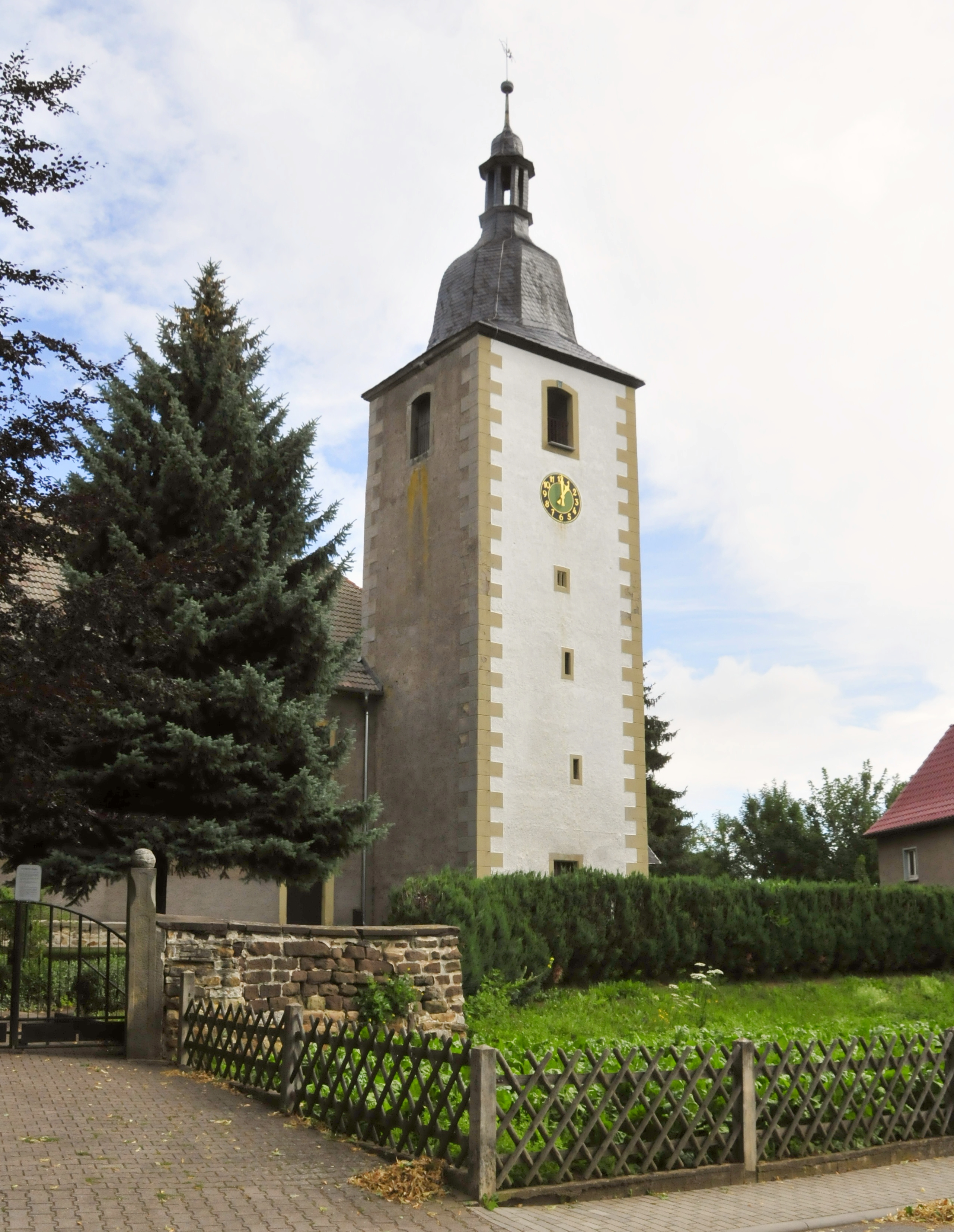
Kirche

Die Ev.-Luth. Kirchengemeinde Westhausen wurde zum 1. Januar 2013 mit zehn weiteren Kirchengemeinden der Umgebung zur Evangelischen Emmaus-Kirchengemeinde Goldbach-Wangenheim zusammengeschlossen. Zweiwöchentlich feiert die Gemeinde Gottesdienst. Zum Gemeindenachmittag wird monatlich eingeladen. Zur Kirmes, in der Regel Anfang November, feiert die Gemeinde mit den jungen Leuten im Ort einen fröhlichen Gottesdienst. Am Ende dieses Gottesdienstes zieht die versammelte Gemeinde zum Gedenkstein für die Toten der Kriege neben dem Kirchengrundstück und hält ein Totengedenken ab, verbunden mit einem Friedensgebet.

## Sehenswürdigkeiten
- Siehe auch : Liste der Kulturdenkmale in Nessetal

## Partnergemeinde
Die Partnergemeinde von Westhausen ist Oelsberg.

## Söhne und Töchter des Ortes
- Johann Christian Gotthard (um 1760–1813), Technologe, Ökonom und Schriftsteller